# Kolde nætter
Kolde nætter è un singolo del rapper danese Gilli, pubblicato il 31 dicembre 2018 sulle etichette MXIII e Disco:wax.

## Tracce
Testi di Kian Rosenberg Larsson.
1. Kolde nætter – 2:53

## Formazione
- Gilli – voce
- Nicki Pooyandeh – produzione
- Jesper Vivid Vestergaard – mastering, missaggio

## Classifiche

### Classifiche settimanali
| Classifica (2019) | Posizione massima |
| ----------------- | ----------------- |
| Danimarca         | 1                 |

### Classifiche di fine anno
| Classifica (2019) | Posizione |
| ----------------- | --------- |
| Danimarca         | 52        |